# Regiões administrativas do Gana
As regiões administrativas do Gana constituem o primeiro nível de administração do governo subnacional na República do Gana. Atualmente existem dezesseis regiões, ainda dividido para fins administrativos em 216 distritos locais.
As primeiras dez fronteiras regionais foram oficialmente estabelecidas em 1987, quando a Região Alto Ocidental foi inaugurada como a mais nova região administrativa do estado. Embora a inauguração oficial tenha sido em 1987, a Região Alto Ocidental já funcionava como uma unidade administrativa desde o desmembramento da Região do Alto em dezembro de 1982, antes do censo nacional de 1984. O referendo sobre a criação de seis novas regiões foi realizado em 27 de dezembro de 2018 - todas as novas regiões propostas foram aprovadas. 
| Antiga Região  | Capital          | Nova Região             | Capital    |
| -------------- | ---------------- | ----------------------- | ---------- |
| Ashanti        | Kumasi           | Ashanti                 | Kumasi     |
| Brong-Ahafo    | Sunyani          | Bono (região)           | Sunyani    |
| Brong-Ahafo    | Sunyani          | Bono Ocidental (região) | Techiman   |
| Brong-Ahafo    | Sunyani          | Ahafo (região)          | Goaso      |
| Central        | Cape Coast       | Central                 | Cape Coast |
| Oriental       | Koforidua        | Eastern                 | Koforidua  |
| Grande Accra   | Accra            | Grande Accra            | Accra      |
| Norte          | Tamale           | Norte                   | Tamale     |
| Norte          | Tamale           | Savannah                | Damongo    |
| Norte          | Tamale           | Nordeste                | Nalerigu   |
| Alto Oriental  | Bolgatanga       | Alto Oriental           | Bolgatanga |
| Alto Ocidental | Wa               | Alto Ocidental          | Wa         |
| Volta          | Ho               | Região do Volta         | Ho         |
| Volta          | Ho               | Oti                     | Dambai     |
| Ocidental      | Sekondi-Takoradi | Região Ocidental        | Takoradi   |
| Ocidental      | Sekondi-Takoradi | Noroeste                | Wiawso     |